# Сафонов, Василий Ильич
Васи́лий Ильи́ч Сафо́нов (25 января [6 февраля] 1852, Ищёрская, Терская область, Российская империя — 27 февраля 1918[…], Кисловодск, Кавказская губерния) — русский дирижёр, пианист, педагог, общественный деятель. Один из наиболее заметных и авторитетных представителей музыкальной культуры России в конце XIX и начале XX веков. Ректор Московской консерватории (1889—1905). Главный дирижер Нью-Йоркского филармонического оркестра (1906—1909). Сподвижник П. И. Чайковского.

## Биография
Василий Сафонов родился в единоверческой семье казачьего генерала Ильи Ивановича Сафонова, который в 1862 году переехал в Санкт-Петербург, и Анна Илларионовна Сафоновой (урожд. Фроловой).
Первоначально учился в Первой мужской гимназии. В 1867 году был переведён в казённокоштные воспитанники Александровского лицея. Ещё в гимназии стал брать частные уроки музыки игры на фортепиано у А. И. Виллуана, а учась в лицее — у Теодора Лешетицкого.
В 1872 году окончил лицей и был причислен в канцелярию Комитета министров; на службу поступил  30 декабря 1872 года. С 1877 года занимался теорией музыки с К. К. Зике, с 1878 года — композицией, с Н. И. Зарембой. В 1879 году подал в отставку и поступил в Санкт-Петербургскую консерваторию; учился у Л. Брассена (класс специального фортепиано), Н. Ф. Соловьёва (класс истории музыки), А. И. Рубца (класс контрапункта и форм), И. К. Воячека (класс инструментовки), К. Ю. Давыдова (камерный класс). Прошёл полный курс консерватории за 7 месяцев и в 1880 году окончил её с малой золотой медалью.
В том же году дебютировал как пианист в Петербурге, в концерте Русского музыкального общества. В последующие годы выступал в ансамбле со скрипачом Л. Ауэром, виолончелистами А. В. Вержбиловичем и К. Ю. Давыдовым, а также давал сольные концерты. Как пианист гастролировал в России и в Европе; в ходе европейских гастролей 1883 г. познакомился с И. Брамсом и Э. Гансликом. В 1881 году по предложению К. Ю. Давыдова Сафонов начал преподавать курс фортепиано в Санкт-Петербургской консерватории.
В 1882 году женился на дочери И. А. Вышнеградского, певице Варваре Ивановне Вышнеградской. В 1885 году, по поручению руководства, П. И. Чайковский предложил Сафонову заняться преподаванием фортепиано в Москве:

…Московская Консерватория была бы польщена, если бы Вы соблаговолили поступить в состав профессуры по фортепьянному классу. <…> В лице Вас Московская Консерватория сочла бы большим благополучием приобрести отличного преподавателя и притом природного русского.— Письмо П.Чайковского В.Сафонову от 10.07.1885
Сафонов принял предложение Чайковского, в том же году переехал в Москву и занял должность профессора фортепиано в Московской консерватории; вскоре он приобрёл славу одного из лучших в Москве фортепианных педагогов. В 1889 году он был награждён орденом Св. Станислава 2-й степени. На посту директора Московской консерватории (с 1889) Василий Ильич проявил себя как незаурядный администратор, способствовал росту материального благосостояния и общественного престижа учебного заведения, поддерживал малоимущих (в лексике того времени — «недостаточных») студентов и педагогов, устраивал многочисленные «экстренные» (то есть благотворительные) концерты. Крупнейшая государственная заслуга Сафонова — организация строительства нового здания Московской консерватории (1895—1898), а также знаменитого Большого концертного зала (включая хлопоты по водворению в нём «наилучшего органа»; зал был освящён и торжественно открыт в 1901). Значительна также роль Сафонова в реформировании образовательных стандартов вуза.
В 1892 году коллежский асессор В. И. Сафонов личным распоряжением Александра III был произведён в чин действительного статского советника, сразу из VIII в IV класс.
Обладая огромной целеустремлённостью и непревзойдённым организаторским талантом, Сафонов был человеком резким и властным, без церемоний высказывал своё профессиональное мнение и личное отношение (студенты за глаза называли его «Кавказским орлом»), зарекомендовал себя (особенно в среде тогдашней интеллигенции, сочувствовавшей «либеральным ценностям») как человек конфликтный. Люди, с которыми он дружил (среди таковых Чайковский, Танеев, Аренский, Скрябин), нередко становились его противниками. Убеждённый монархист, Сафонов не принял демократических преобразований, которые принесли с собой события 1905 г., — на пике конфликта с «сочувствующими» преподавателями и студентами в том же 1905 г. он оставил консерваторию и уехал с формулировкой «творческого отпуска» в США. В 1906 г. совет Консерватории голосованием утвердил Сафонова на посту директора, однако Сафонов отказался занять этот пост. В то же время ему был официально предложен пост директора Петербургской консерватории, от которого Сафонов также отказался.
Как дирижёр дебютировал в Москве в 1889 г. (за границей впервые дирижировал в Амстердаме в 1895). В 1890—1905 гг. — дирижёр и председатель Московского отделения Русского музыкального общества, организовывал в Москве общедоступные концерты с оркестром общества, также силами студентов и преподавателей Московской консерватории. В 1906-09 гг. руководил Нью-Йоркским филармоническим оркестром (концерты регулярно проходили в Карнеги-холле), а также периодически выступал с оркестром Лондонской филармонии. Под его управлением в Европе и США впервые прозвучали многие сочинения русских композиторов. Кроме того, в те же годы в Нью-Йорке Сафонов возглавлял Национальную консерваторию Америки.
С 1909 г. (покинув США) до 1916 г. Сафонов активно гастролировал в России и Европе, дирижировал ведущими оперными и симфоническими оркестрами европейских стран (в том числе Берлинским филармоническим, Лондонским симфоническим, Венским филармоническим, миланского театра Ла Скала и др.), с участием выдающихся солистов того времени. Был награждён орденами Св. Владимира 3-й ст. (1897), Св. Станислава 2-й ст. (1901), Св. Анны 1-й ст. (1911).
С 1917 жил в Кисловодске (в доме, унаследованном от отца).
В феврале 1918 г. Сафонов скоропостижно скончался от сердечного удара.

## Значение
Авторитет Сафонова (несмотря на все сложности характера) как дирижёра, опытного фортепианного педагога и общественного деятеля в России был общепризнан. Среди его учеников — целая плеяда выдающихся музыкантов (по алфавиту): Е. А. Бекман-Щербина, Р. Я. Бесси (позже известная как Розина Левина), А. Ф. Гедике, сёстры Гнесины (Евгения и Елена), А. Т. Гречанинов, В. Ю. Зограф, Ю. Д. Исерлис, Ф. Ф. Кёнеман, М. С. Керзина, И. А. Левин, Н. К. Метнер, Л. В. Николаев, А. Н. Скрябин, С. А. Столерман.
Дирижёрское мастерство Сафонова высоко ценил Н. А. Римский-Корсаков, а А. К. Глазунов называл его лучшим дирижёром современности. Под управлением Сафонова-дирижёра состоялись московские и заграничные (отчасти и мировые) премьеры сочинений П. И. Чайковского (Шестая симфония, 1893; Третий концерт для фп. с орк., 1896), А. Н. Скрябина (Концерт для фп. с орк., 1897), Н. А. Римского-Корсакова (увертюра «Светлый праздник», 1891; симфоническая картина «Садко», 1893; кантата «Свитезянка», 1898 и др.), С. В. Рахманинова (Первый концерт для фп. с орк., 1892; фантазия «Утёс», 1894), А. К. Лядова («Музыкальная табакерка», 1898), А. К. Глазунова (симфоническая фантазия «Море», 1892; Шестая симфония, 1898 и др.), А. Г. Рубинштейна, А. С. Аренского, М. М. Ипполитова-Иванова, С. Н. Василенко. Обширное и красочное описание дирижёрской работы Сафонова дал в поэме «Первое свидание» Андрей Белый:
…А он, подняв свою ладонь

В речитативы вьолончеля:

— Валторну строгую не тронь!

Она — Мадонна Рафаэля.

И после, из седых усов

Надувши пухнущие губы

На флейт перепелиный зов,

Приказ выкидывает в трубы;

И под Васильем Ильичом,

Руководимые Гржимали,

Все скрипоканты провизжали,

Поставив ноги калачом…
Сафонов — автор новаторского пособия пособия по игре на фортепиано «Новая формула» (Лондон, 1916), призывал в нём студентов к «честному служению благородному искусству музыки» — принципу, которому следовал сам всю свою сознательную жизнь.

## Семья
Сестры
- Анастасия Ильинична Сафонова (в замуж. Кабат; 1854—1932). Её муж — Александр Иванович Кабат (1848—1917) — потомок старинного дворянского рода, финансист, действительный статский советник, гласный Думы; сын врача-офтальмолога И. И. Кабата. Пианистка. Когда её сестра Мария Ильинична овдовела, взяла на себя заботу о ней и её детях.
- Мария Ильинична Сафонова (в замуж. Плеске; ум. 1944). Её муж — Эдуард Дмитриевич Плеске, финансист, министр финансов (1903—1904), член Государственного совета, тайный советник.

Жена — Варвара Ивановна Вышнеградская (1863 — 1921, Кисловодск). Окончила Петербургскую консерваторию по классу пения, в 1880-е годы концертировала; дочь ученого и государственного деятеля И. А. Вышнеградского.
После смерти мужа осталась жить в Кисловодске. По установлении в городе советской власти всю семью, начиная с Варвары Ивановны, несколько раз выводили на расстрел, требуя сдачи ценностей, которых Сафоновы не имели, так как перед революцией Варвара Ивановна сдала их на хранение в банк.
Дети
- Анастасия Сафонова (1883—1898, умерла от простуды)
- Александра Сафонова (1885—1898, умерла от простуды)
- Илья Сафонов (1887 — 1931, Одесса), окончил Московскую консерваторию по классу виолончели, концертировал вместе с отцом и братом Иваном. Умер от туберкулеза. Его жена — Софья Николаевна Багговут (1890—1919), пианистка, ученица К. Игумнова; дочь Н. Н. Багговута
- Сергей Сафонов (1889—1915), окончил Санкт-Петербургский университет. Погиб (умер после ранения) на Первой мировой войне
- Иван Сафонов (1891—1955), скрипач[c]. Окончил Московскую консерваторию по классу скрипки, концертировал, дирижировал, преподавал музыку
- Анна Книпер-Тимирёва (1893—1975)
- Варвара Сафонова (1895 — 1942, Ленинград). Пианистка, была дружна с А. Н. Скрябиным. Изучала живопись в частной студии Г. Зейденберга, в школе живописи Е. Н. Званцевой, у К. С. Петрова-Водкина. Стала профессиональной художницей. Погибла в блокаду[12]
- Мария Сафонова (Крейн-Сафонова; 1897 — 1989, США), пианистка, художница. Автор книги «Жизнеописание Василия Сафонова, составленное его дочерью»[13]. В 1921 году после смерти матери эмигрировала в Константинополь, а затем в Италию. После переезда в США с работой, жильём и натурализацией ей помог меценат Чарлз Ричард Крейн. Мария Васильевна взяла его фамилию в качестве второй (женой Ч. Р. Крейна она не была). Окончив в 60-е годы свою концертную деятельность, занялась живописью[14].
- Ольга Сафонова (1899 — 1942, Ленинград), актриса и художница, погибла в блокаду
- Елена Сафонова, (1902 — 1980, Москва), художница[15]

Внуки
- В. С. Тимирёв
- Илья Кириллович Сафонов (1937, Ленинград — 2004, Москва)[16]. Его родители — Ольга Васильевна Сафонова и Кирилл Александрович Смородский[17] (1898—1942), погибли в Ленинграде в блокаду[18]. Впоследствии его усыновила сестра матери — Елена Васильевна Сафонова.
  - Правнук — Василий Ильич Сафонов, живёт в США

## Рецепция
В советские годы последний период жизни Сафонова (вследствие связи его дочери с Колчаком) находился под негласным запретом и не освещался. Большая заслуга сохранения памяти о Сафонове принадлежит директору Музея музыкальной и театральной культуры в Кисловодске, неутомимому исследователю материального и культурного наследия Сафонова Б. М. Розенфельду.
Именем Сафонова названы: Се́веро-Кавка́зская госуда́рственная филармо́ния и её большой зал, Минераловодское музыкальное училище, музыкальная школа № 1 в Пятигорске и музыкальная школа № 87 в Москве (структурное подразделение МГОДШИ (Московской городской объединённой детской школы искусств) "Измайлово").

### Голос Сафонова
В 1890 году немецким филофонистом Юлиусом Блоком была сделана короткая запись с помощью фонографа, на которой звучат голоса нескольких музыкантов, в том числе Чайковского, Рубинштейна и Сафонова. Этот эпизод лёг в основу короткометражного фильма «Фонограф», снятого в 2016 году, в котором роль Сафонова исполнил Вадим Журавлёв.
| | - Помощь по воспроизведению |
| Tchaikowsky & Anton Rubinstein & friends |                             |
| |                             |
| Записано в январе 1890. - Антон Рубинштейн: ...за эту дивную вещь [фонограф]....хорошо... (неразборчиво) - Елизавета Лавровская: Противный *** да как Вы смеете называть меня коварной? - Василий Сафонов: (поёт) - Пётр Чайковский: Эта трель могла бы быть лучше. - Лавровская (поёт) - Чайковский: Блок молодец... а Эдисон — ещё лучше! - Лавровская (имитирует кукушку): А-о, а-о. - Сафонов (на немецком): Peter Jürgenson in Moskau (Петер Юргенсон ин Москау). - Чайковский: Кто сейчас говорил? кажется, голос Сафонова. - Сафонов (свистит) |                             |

## Общественное признание
В июне 1993 года в Пятигорске проведён первый Северо-Кавказский конкурс юных пианистов им. В. И. Сафонова. С 2007 года проходит в ранге международного. В 2017 году прошёл XII конкурс.

## Комментарии
1. ↑  Несмотря на язвительную прибаутку (с игрой слов), которую приписывают именно Сафонову («Глазу нов уху дик»).

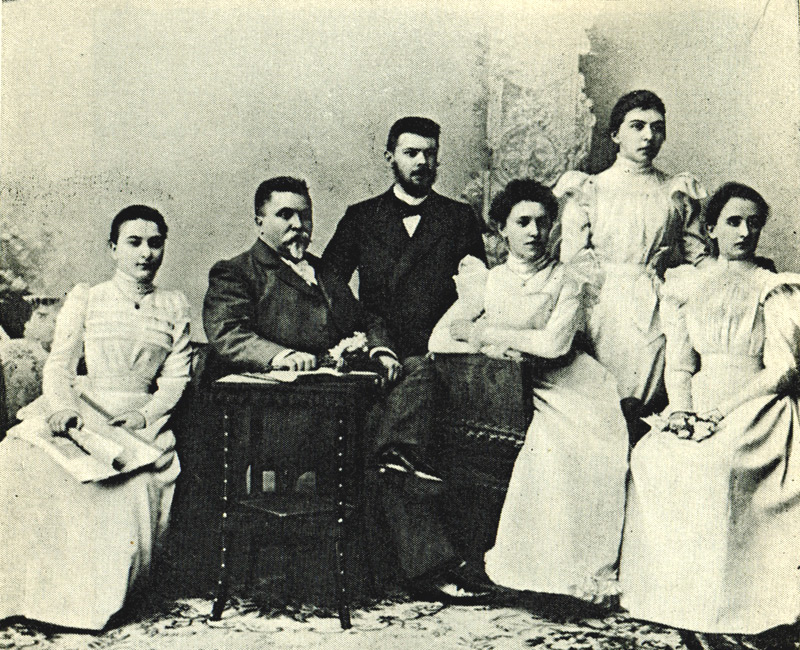
Василий Сафонов с учениками. Слева направо: Розина Бесси (Левина), Александр Гедике, Елена Бекман-Щербина, Олимпиада Кардашёва, Аглаида Фридман

2. ↑  Сафонов дирижировал без палочки.
3. ↑  Скрипач и дирижер[10][11].
4. ↑  О нём подробней см. статью «Борис Розенфельд — последний еврей Кисловодска» Архивная копия от 6 мая 2013 на Wayback Machine.

## Сочинения
- Две каденции к концерту В.А.Моцарта d-moll KV 466 для фортепиано с оркестром / Подготовлено к изданию А.М.Меркуловым. — М.: Музыка. — 58 с. — ISMN 979-0-66006-679-9.
- Произведения для фортепиано / Сост. Е.Е.Полоцкая, А.М.Меркулов; ред. И.Н.Вановская. — Тамбов: Музей-заповедник С.В.Рахманинова «Ивановка», 2020. — 47 с. — ISMN 979-0-9003245-7-3.